# Republika Federalna Niemiec na Zimowych Igrzyskach Olimpijskich 1968
Republikę Federalną Niemiec na Zimowych Igrzyskach Olimpijskich 1968 reprezentowało 87 zawodników: 67 mężczyzn i 20 kobiet. Był to pierwszy start reprezentacji Republiki Federalnej Niemiec na zimowych igrzyskach olimpijskich.

## Zdobyte medale
| Medal  | Zawodnik                           | Dyscyplina           | Konkurencja            | Rezultat    |
| ------ | ---------------------------------- | -------------------- | ---------------------- | ----------- |
| Złoto  | Franz Keller                       | Kombinacja norweska  | Indywidualnie          | 449,04 pkt  |
| Złoto  | Erhard Keller                      | Łyżwiarstwo szybkie  | Bieg na 500 m mężczyzn | 40,3 s      |
| Srebro | Horst Floth, Pepi Bader            | Bobsleje             | Dwójki mężczyzn        | 4L41,54 min |
| Srebro | Christina Schmuck                  | Saneczkarstwo        | jedynki kobiet         | 2:29,37 min |
| Brąz   | Margot Glockshuber, Wolfgang Danne | Łyżwiarstwo figurowe | Pary sportowe          | 304,4 pkt   |
| Brąz   | Wolfgang Winkler, Fritz Nachmann   | Saneczkarstwo        | Dwójki mężczyzn        | 1:37,29 min |
| Brąz   | Angelika Dünhaupt                  | Saneczkarstwo        | Jedynki kobiet         | 2:29,56 min |

## Skład kadry

### Biathlon
Mężczyźni
| Zawodnik                                                  | Konkurencja         | czas biegu | Kary  | Łączny czas | Pozycja |
| --------------------------------------------------------- | ------------------- | ---------- | ----- | ----------- | ------- |
| Theo Merkel                                               | Bieg na 20 km       | 1:18:10,5  | 4:00  | 1:28:10,5   | 12.     |
| Gerhard Gehring                                           | Bieg na 20 km       | 1:20:26,8  | 8:00  | 1:28:26,8   | 32.     |
| Xaver Kraus                                               | Bieg na 20 km       | 1:18:40,2  | 12:00 | 1:30:40,2   | 39.     |
| Herbert Hindelang                                         | Bieg na 20 km       | 1:21:48,5  | 10:00 | 1:31:48,5   | 41.     |
| Herbert Hindelang Theo Merkel Xaver Kraus Gerhard Gehring | Sztafeta 4 × 7,5 km | 2:29:56,6  | 6     | 2:29:56,6   | 9.      |

### Biegi narciarskie
Mężczyźni
| Zawodnik                                                  | Konkurencja        | czas               | Pozycja            |
| --------------------------------------------------------- | ------------------ | ------------------ | ------------------ |
| Walter Demel                                              | Bieg na 15 km      | 49:38,4            | 12.                |
| Karl Buhl                                                 | Bieg na 15 km      | 50:38,1            | 20.                |
| Helmut Gerlach                                            | Bieg na 15 km      | 52:21,8            | 38.                |
| Klaus Ganter                                              | Bieg na 15 km      | 52:30,0            | 39.                |
| Walter Demel                                              | Bieg na 30 km      | 1:37:49,2          | 9.                 |
| Karl Buhl                                                 | Bieg na 30 km      | 1:42:52,2          | 31.                |
| Herbert Steinbeißer                                       | Bieg na 30 km      | 1:46:31,2          | 46.                |
| Karl-Heinz Scherzinger                                    | Bieg na 30 km      | 1:47:08,7          | 48.                |
| Walter Demel                                              | Bieg na 50 km      | 2:31:14,4          | 9.                 |
| Helmut Gerlach                                            | Bieg na 50 km      | 2:41:55,8          | 33.                |
| Siegfried Weiß                                            | Bieg na 50 km      | 2:46:53,4          | 43.                |
| Klaus Ganter                                              | Bieg na 50 km      | Nie ukończył biegu | Nie ukończył biegu |
| Helmut Gerlach Walter Demel Herbert Steinbeißer Karl Buhl | Sztafeta 4 × 10 km | 2:19:37,6          | 8.                 |

Kobiety
| Zawodnik                                      | Konkurencja       | czas                | Pozycja             |
| --------------------------------------------- | ----------------- | ------------------- | ------------------- |
| Monika Mrklas                                 | Bieg na 5 km      | 17:32,5             | 17.                 |
| Michaela Endler                               | Bieg na 5 km      | 17:59,2             | 25.                 |
| Barbara Barthel                               | Bieg na 5 km      | 18:20,0             | 29.                 |
| Monika Mrklas                                 | Bieg na 10 km     | 39:58,2             | 20.                 |
| Michaela Endler                               | Bieg na 10 km     | 41;01,1             | 26.                 |
| Barbara Barthel                               | Bieg na 10 km     | Nie ukończyła biegu | Nie ukończyła biegu |
| Michaela Endler Barbara Barthel Monika Mrklas | Sztafeta 3 × 5 km | 1:01:49,3           | 7.                  |

### Bobsleje
Mężczyźni
| Osada | Zawodnik                                                            | Konkurencja | Ślizg 1 | Ślizg 2 | Ślizg 3 | Ślizg 4 | Łącznie | Pozycja |
| ----- | ------------------------------------------------------------------- | ----------- | ------- | ------- | ------- | ------- | ------- | ------- |
| FRG-1 | Horst Floth Pepi Bader                                              | Dwójki      | 1:10,76 | 1:10,43 | 1:10,20 | 1:10,15 | 4:41,54 | srebro  |
| FRG-2 | Wolfgang Zimmerer Peter Utzschneider                                | Dwójki      | 1:12,36 | 1:11,94 | 1:10,77 | 1:11,33 | 4:46,40 | 7.      |
| FRG-1 | Horst Floth Willi Schäfer Frank Lange Pepi Bader                    | Czwórki     | 1:10,49 | 1:07,84 |         |         | 2:18,33 | 5.      |
| FRG-2 | Wolfgang Zimmerer Stefan Gaisreiter Hans Baumann Peter Utzschneider | Czwórki     | 1:11,12 | 1:08,35 |         |         | 2:19,47 | 9.      |

### Hokej na lodzie
Reprezentacja mężczyzn
| - Ernst Köpf - Bernd Kuhn - Lorenz Funk - Gustav Hanig - Horst Meindl - Heinz Weisenbach - Leonhard Waitl - Heinz Bader - Sepp Schramm |  | - Günther Knauss - Hans Schichtl - Josef Völk - Rudi Thanner - Manfred Gmeiner - Peter Lax - Sepp Reif - Alois Schloder - Otto Schneitberger |

Reprezentacja Republiki Federalnej Niemiec rozegrała mecz rundy kwalifikacyjnej z reprezentacją Rumunii wygrywając 7:0 i tym samym wzięła udział w rozgrywkach grupy A (medalowa) turnieju olimpijskiego. Ostatecznie reprezentacja RFN została sklasyfikowana na 7. miejscu.

### Runda kwalifikacyjna
| 4 lutego 1968 | RFN | 7:0 | Rumunia |  |

|  |  |  |  |  |

### Tabela końcowa

#### Grupa A
| Drużyna           | M | Mecze | Mecze | Mecze | Bramki | Bramki | Bramki | Pkt | Uwagi |
| Drużyna           | M | W     | R     | P     | +      | –      | +/-    | Pkt | Uwagi |
| ----------------- | - | ----- | ----- | ----- | ------ | ------ | ------ | --- | ----- |
| ZSRR              | 7 | 6     | 0     | 1     | 48     | 10     | +38    | 12  |       |
| Czechosłowacja    | 7 | 5     | 1     | 1     | 33     | 17     | +16    | 11  |       |
| Kanada            | 7 | 5     | 0     | 2     | 28     | 15     | +13    | 10  |       |
| Szwecja           | 7 | 4     | 1     | 2     | 23     | 18     | +5     | 9   |       |
| Finlandia         | 7 | 3     | 1     | 3     | 17     | 23     | -6     | 7   |       |
| Stany Zjednoczone | 7 | 2     | 1     | 4     | 23     | 28     | -5     | 5   |       |
| RFN               | 7 | 1     | 0     | 6     | 13     | 39     | -26    | 2   |       |
| NRD               | 7 | 0     | 0     | 7     | 13     | 48     | -35    | 0   |       |

Wyniki
| 6 lutego 1968 | Kanada | 6:1 | RFN |  |

|  |  |  |  |  |

| 8 lutego 1968 | RFN | 1:5 | Czechosłowacja |  |

|  |  |  |  |  |

| 9 lutego 1968 | Szwecja | 5:4 | RFN |  |

|  |  |  |  |  |

| 11 lutego 1968 | ZSRR | 9:1 | RFN |  |

|  |  |  |  |  |

| 12 lutego 1968 | Stany Zjednoczone | 8:1 | RFN |  |

|  |  |  |  |  |

| 16 lutego 1968 | Finlandia | 4:1 | RFN |  |

|  |  |  |  |  |

| 17 lutego 1968 | RFN | 4:2 | NRD |  |

|  |  |  |  |  |

### Kombinacja norweska
Mężczyźni
| Zawodnik        | Konkurencja   | Bieg narciarski | Bieg narciarski | Bieg narciarski | Skoki narciarskie | Skoki narciarskie | Skoki narciarskie | Skoki narciarskie | Skoki narciarskie | Skoki narciarskie | Skoki narciarskie | Skoki narciarskie | Łącznie | Pozycja |
| Zawodnik        | Konkurencja   | Czas biegu      | Pozycja         | Punkty          | Skok 1            | Nota              | Skok 2            | Nota              | Skok 3            | Nota              | Punkty            | Pozycja           | Łącznie | Pozycja |
| --------------- | ------------- | --------------- | --------------- | --------------- | ----------------- | ----------------- | ----------------- | ----------------- | ----------------- | ----------------- | ----------------- | ----------------- | ------- | ------- |
| Franz Keller    | Indywidualnie | 50:45,2         | 13.             | 208,94          | 73,0              | 118,1             | 77,5              | 122,0             | 77,0              | 81,3              | 240,1             | 1.                | 449,04  | złoto   |
| Günther Naumann | Indywidualnie | 49:48,5         | 5.              | 220,89          | 67,5              | 95,4              | 69,5              | 94,6              | 68,5              | 92,3              | 190,0             | 28.               | 410,89  | 14.     |
| Alfred Winkler  | Indywidualnie | 52:26,0         | 24.             | 188,79          | 67,0              | 88,9              | 71,5              | 98,6              | 71,0              | 94,2              | 192,8             | 25.               | 381,59  | 25.     |
| Hans Rudhardt   | Indywidualnie | 53:15,3         | 28.             | 179,34          | 71,0              | 96,7              | 71,5              | 95,7              | 72,5              | 98,7              | 195,4             | 22.               | 374,74  | 29.     |

### Łyżwiarstwo figurowe
| Zawodnik                             | Konkurencja   | Nota   | Pozycja |
| ------------------------------------ | ------------- | ------ | ------- |
| Monika Feldmann                      | Solistki      | 1687,1 | 10.     |
| Petra Ruhrmann                       | Solistki      | 1611,2 | 17.     |
| Eileen Zillmer                       | Solistki      | 1600,3 | 19.     |
| Peter Krick                          | Soliści       | 1723,2 | 112.    |
| Jürgen Eberwein                      | Soliści       | 1530,3 | 24.     |
| Margot Glockshuber Wolfgang Danne    | Pary sportowe | 304,4  | brąz    |
| Gudrun Hauss Walter Häfner           | Pary sportowe | 293,6  | 8.      |
| Marianne Streifler Herbert Wiesinger | Pary sportowe | 282,7  | 11.     |

### Łyżwiarstwo szybkie
Mężczyźni
| Zawodnik        | Konkurencja   | Konkurencja   | Konkurencja    | Konkurencja    | Konkurencja    | Konkurencja    | Konkurencja      | Konkurencja      |
| Zawodnik        | Bieg na 500 m | Bieg na 500 m | Bieg na 1500 m | Bieg na 1500 m | Bieg na 5000 m | Bieg na 5000 m | Bieg na 10 000 m | Bieg na 10 000 m |
| Zawodnik        | Czas          | Miejsce       | Czas           | Miejsce        | Czas           | Miejsce        | Czas             | Miejsce          |
| --------------- | ------------- | ------------- | -------------- | -------------- | -------------- | -------------- | ---------------- | ---------------- |
| Erhard Keller   | 39,44         | złoto         |                |                |                |                |                  |                  |
| Herbert Höfl    | 41,0          | 11.           |                |                |                |                |                  |                  |
| Gerd Zimmermann | 41,5          | 19.           |                |                |                |                |                  |                  |
| Günter Traub    | 42,5          | 31.           | 2:07,7         | 15.            | 7:40,4         | 13.            | 16:01,3          | 11.              |
| Jürgen Traub    |               |               | 2:10,2         | 22.            | 7:55,3         | 20.            | 16:33,8          | 18.              |

Kobiety
| Zawodnik            | Konkurencja   | Konkurencja   | Konkurencja    | Konkurencja    | Konkurencja    | Konkurencja    | Konkurencja    | Konkurencja    |
| Zawodnik            | Bieg na 500 m | Bieg na 500 m | Bieg na 1000 m | Bieg na 1000 m | Bieg na 1500 m | Bieg na 1500 m | Bieg na 3000 m | Bieg na 3000 m |
| Zawodnik            | Czas          | Miejsce       | Czas           | Miejsce        | Czas           | Miejsce        | Czas           | Miejsce        |
| ------------------- | ------------- | ------------- | -------------- | -------------- | -------------- | -------------- | -------------- | -------------- |
| Evi Sappl           | 47,4          | 12.           | 1:37,4         | 17.            |                |                |                |                |
| Hildegard Sellhuber | 48,4          | 21.           | 1:37,2         | 16.            | 2:27,5         | 9.             |                |                |
| Paula Dufter        |               |               |                |                | 2:45,2         | 30.            | 5:27,0         | 19.            |

### Narciarstwo alpejskie
Mężczyźni
| Zawodnik          | Konkurencja | Konkurencja | Konkurencja         | Konkurencja              | Konkurencja              | Konkurencja              | Konkurencja         | Konkurencja         | Konkurencja              | Konkurencja              |
| Zawodnik          | Zjazd       | Zjazd       | Slalom gigant       | Slalom gigant            | Slalom gigant            | Slalom gigant            | Slalom specjalny    | Slalom specjalny    | Slalom specjalny         | Slalom specjalny         |
| Zawodnik          | Czas        | Pozycja     | Czas 1-go przejazdu | Czas 2-go przejazdu      | Czas                     | Pozycje                  | Czas 1-go przejazdu | Czas 2-go przejazdu | Czas łączny              | Pozycja                  |
| ----------------- | ----------- | ----------- | ------------------- | ------------------------ | ------------------------ | ------------------------ | ------------------- | ------------------- | ------------------------ | ------------------------ |
| Gerhard Prinzing  | 2:02,10     | 7.          | Dyskwalifikacja     | Nie ukończył konkurencji | Nie ukończył konkurencji | Nie ukończył konkurencji |                     |                     |                          |                          |
| Luggi Leitner     | 2:02,54     | 12.         | 1:47,64             | 1:51,21                  | 3:38,85                  | 23.                      | 50,89               | 52,61               | 1:43,50                  | 12.                      |
| Franz Vogler      | 2:02,94     | 15.         |                     |                          |                          |                          |                     |                     |                          |                          |
| Dieter Fersch     | 2:3,41      | 19.         |                     |                          |                          |                          |                     |                     |                          |                          |
| Willi Lesch       |             |             | 1:47,48             | 1:51,35                  | 3:38,83                  | 22.                      | 51,28               | Dyskwalifikacja     | Nie ukończył konkurencji | Nie ukończył konkurencji |
| Sepp Heckelmiller |             |             | 1:48,25             | 1:50,70                  | 3:38,95                  | 24.                      |                     |                     |                          |                          |
| Alfred Hagn       |             |             |                     |                          |                          |                          | 52,95               | 51,70               | 1:44,65                  | 16.                      |
| Max Rieger        |             |             |                     |                          |                          |                          | 53,81               | 51,57               | 1:45,38                  | 20.                      |

Kobiety
| Zawodniczka         | Konkurencja | Konkurencja | Konkurencja   | Konkurencja   | Konkurencja         | Konkurencja         | Konkurencja               | Konkurencja               |
| Zawodniczka         | Zjazd       | Zjazd       | Slalom gigant | Slalom gigant | Slalom specjalny    | Slalom specjalny    | Slalom specjalny          | Slalom specjalny          |
| Zawodniczka         | Czas        | Pozycja     | Czas          | Pozycja       | Czas 1-go przejazdu | Czas 2-go przejazdu | Czas łączny               | Pozycja                   |
| ------------------- | ----------- | ----------- | ------------- | ------------- | ------------------- | ------------------- | ------------------------- | ------------------------- |
| Burgl Färbinger     | 1:44,29     | 14.         | 1:57,20       | 10.           | 42,70               | 46,20               | 1:28,90                   | 6.                        |
| Margret Hafen       | 1:45,33     | 19.         | 1:58,47       | 18.           |                     |                     |                           |                           |
| Christine Laprell   | 1:47,62     | 24.         | 1:58,12       | 15.           | 42,94               | 48,31               | 1:31,25                   | 10.                       |
| Rosi Mittermaier    | 1:47,73     | 25.         | 1:58,75       | 20.           | 42,90               | Dyskwalifikacja     | Nie ukończyła konkurencji | Nie ukończyła konkurencji |
| Christl Hintermaier |             |             |               |               | 44,67               | 49,95               | 1:34,62                   | 16.                       |

### Saneczkarstwo
Mężczyźni
| Zawodnik                        | Konkurencja | Ślizg 1 | Ślizg 2 | Ślizg 3 | Łącznie | Pozycja |
| ------------------------------- | ----------- | ------- | ------- | ------- | ------- | ------- |
| Hans Plenk                      | Jedynki     | 57,30   | 58,37   | 58,00   | 2:53,67 | 6.      |
| Leonhard Nagenrauft             | Jedynki     | 57,87   | 58,45   | 58,39   | 2:54,71 | 9.      |
| Wolfgang Winkler                | Jedynki     | 58,08   | 58,86   | 58,41   | 2:55,35 | 11.     |
| Fritz Nachmann                  | Jedynki     | 58,54   | 59,05   | 58,82   | 2:56,41 | 17.     |
| Wolfgang Winkler Fritz Nachmann | Dwójki      | 48,58   | 48,71   |         | 1:35,85 | brąz    |
| Hans Plenk Bernhard Aschauer    | Dwójki      | 48,70   | 49,01   |         | 1:37,61 | 4.      |

Kobiety
| Zawodnik          | Konkurencja | Ślizg 1 | Ślizg 2 | Ślizg 3 | Łącznie | Pozycja |
| ----------------- | ----------- | ------- | ------- | ------- | ------- | ------- |
| Christa Schmuck   | Jedynki     | 49,15   | 49,84   | 50,38   | 2:29,37 | srebro  |
| Angelika Dünhaupt | Jedynki     | 49,34   | 49,88   | 50,34   | 229,56  | brąz    |
| Ute Gähler        | Jedynki     | 49,78   | 49,93   | 50,71   | 2:30,42 | 8.      |

### Skoki narciarskie
Mężczyźni
| Konkurencja            | Skoczek         | Skok 1    | Skok 1 | Skok 2    | Skok 2 | Nota  | Pozycja |
| Konkurencja            | Skoczek         | odległość | Nota   | odległość | Nota   | Nota  | Pozycja |
| ---------------------- | --------------- | --------- | ------ | --------- | ------ | ----- | ------- |
| Skocznia normalna K-70 | Günther Göllner | 77,0      | 109,5  | 70,5      | 97,6   | 207,1 | 10.     |
| Skocznia normalna K-70 | Heinz Ihle      | 75,5      | 102,6  | 70,0      | 94,8   | 197,4 | 22.     |
| Skocznia normalna K-70 | Henrik Ohlmeyer | 75,0      | 104,8  | 67,5      | 88,8   | 193,6 | 28.     |
| Skocznia duża K-90     | Günther Göllner | 93,0      | 96,6   | 85,0      | 86,9   | 183,5 | 29.     |
| Skocznia duża K-90     | Henrik Ohlmeyer | 90,5      | 92,6   | 86,0      | 85,3   | 177,9 | 33.     |
| Skocznia duża K-90     | Franz Keller    | 90,5      | 93,6   | 84,0      | 80,5   | 174,1 | 36.     |
| Skocznia duża K-90     | Heinz Ihle      | 82,0      | 73,7   | 84,5      | 82,7   | 156,4 | 46.     |